# マヤ文字
マヤ文字（マヤもじ、英: Mayan script, 西: Escritura Maya）は、マヤ地域の主に低地で使用された過去の表記体系であり、マヤ語族に属する言語（古典マヤ語と呼ばれる）を表記するのに用いられている。碑文・壁画・絵文書などの資料が残されているが、確実に年代のわかる資料は292年の日付のあるティカル石碑29であり、それからスペイン人によって植民地支配される16世紀後半まで、少なくとも約1300年にわたって使われた。なお、サン・バルトロ遺跡で発見された紀元前300年のものという壁画に文字が記されており、より古い時代にも文字があったことが明らかである。
エジプトのヒエログリフやアナトリア象形文字と同様、表語文字と表音文字（音節文字）の組み合わせによる表記体系である。文字の数は650から700種類があると見積られているが、ひとつの時代に使われる文字の数が400を越えることはない。

## 文字の構造

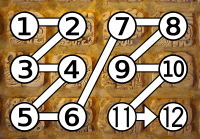
文字の読み順

マヤ文字は正方形に近いマスに収まるように書かれる。学者はある資料のマヤ文字に、左から右にラテン文字でA,B,C...のように、上から下に算用数字で1,2,3...のように番号をつける。ある程度長文のものは、2行ずつ縦書きに読む。すなわち、A1,B1,A2,B2,...の順に左・右・左・右と読んでいき、下までいったらC1,D1,C2,D2,...のように進む。
1マス分の文字は、複数の文字素からなる。通常主字と呼ばれる大きく正方形に近く書かれる字がひとつと、その周囲に小さく長方形に近い形で書かれるいくつかの接字からなる。接字はその位置によって主字の上に書かれる上接字、下に書かれる下接字、左に書かれる前接字、右に書かれる後接字があるほか、主字の中に書かれることもある。また、複数の文字が融合してひとつの文字として書かれることもある。

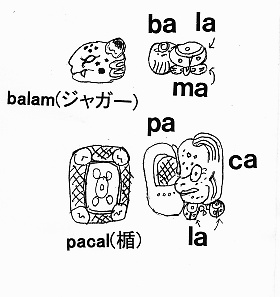
表語文字1字で表記する場合と音節文字を組み合わせて表記する場合

各文字素は表語文字または音節文字である。翻字するときには慣習として前者を大文字で、後者を小文字で記す。表語文字にはたとえばB'ALAM「ジャガー」がジャガーの頭の形をしていたり、PAKAL「盾」が盾の絵だったりするように絵文字的なものもあるが、何を表しているかがその形からは不明な抽象的あるいは幾何学的な文字も多い。なお、通常の文字のほかに、頭字体といって人間の頭の形をした文字や、全身体という人間の体の形をした異体字が使われることがある。
文字素の一覧にはジョン・エリック・シドニー・トンプソンが1962年にまとめたカタログがあり、接字に1-500、主字に501-999、頭字体に1000-1299の番号がつけられている。トンプソンのカタログはマヤ文字解読以前の古いものであるが、出典を記しているところが便利であり、トンプソン番号(T-を番号の前につける)は現役で使われている。その後の研究を反映した、より新しいカタログにはマーサ・J・マクリらによるもの（2003年と2009年に出版）がある。
音節文字はCV型の音節を表す。CVC型の音節を表すときにはCV-CVのように2つの音節文字で表記し、2番目の母音を読まない。このときに1番目と2番目の字の母音が同じになるようにする。これを共調和(synharmony)と呼ぶ。両者の母音が異なる非調和的(disharmonic)なものもあるが、これは母音が長母音(CVVC)であったり喉頭化(CV'C)していたりすることを表すと考えられている。非調和の場合の解釈は現在も学者によって意見が一致しない。なお、2番目の母音を読まないのではなく、3番目の子音が省略される、すなわちCVCVCをCV-CVだけにして最後のCを書かない場合もある。
表語文字の接字として読みを補助するための音節文字が付加されることがあり、これを音節補助記号(phonetic complements)と呼ぶ。通常は表語文字の最初または最後の音が補われる。たとえばB'ALAM「ジャガー」の字の前接字としてb'aを加えてb'a-B'ALAMとしたり、後接字としてmaを加えてB'ALAM-maとしたりする。通常これらの音節文字は冗長なものだが、ときには複数の読みがある文字の音を決定する重要な働きを果たすことがある。たとえばカラクムルの紋章文字に使われるヘビの表語文字には通常音節補助記号ka-が加えられるが、これはチョル語群の音であるchanではなく、ユカテコ語形であるkanと読むように指示していると考えられる。音節補助記号は翻字するときには角括弧で囲まれる。
ほかにいくつかの補助的な記号が使われる。たとえば左に2つの点を打つと、踊り字のように文字をくりかえすことを示す。
ひとつの文字に複数の読みがある場合もある。たとえばツォルキンの日付であるKAWAKを表す表語文字(T-528)はTUN「石、トゥン」とも読まれ、この場合には通常音節補助記号-niが付加される（古典期後期にはさらにtu-も加えられる）。また音節文字としてはkuと読まれる。これを多音性(polyphony)と呼ぶ。
逆に、あるひとつの語に対する表語文字、あるいは同じ音節に対する音節文字が1種類でなく、複数あることも多い。これを同音性(homophony)と呼ぶ。

## 表記される言語

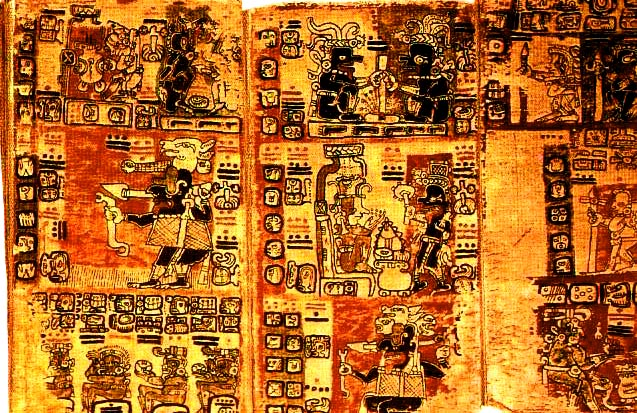

マヤ文字によって表記される言語を古典マヤ語と呼ぶ。マヤ語族には現在30ほどの言語があるが、ジョン・エリック・シドニー・トンプソンは1950年の著書で、マヤ文字が表記している言語を現在もパレンケやコパンで使われているチョル語群の言語であろうと推測した。マヤ文字が解読された後、2000年にスティーヴン・ハウストンらはチョルティ語のような東部チョル語に近い言語である証拠が発見されたとする論文を発表した。
ただし、地域によってはユカテコ語や西部チョル語群に近い特徴を示す碑文も指摘されており、また1300年以上も使われた言語であることから、古典マヤ語が均一な言語であるとは考えにくい。
マヤ音節文字では20の子音と5つの母音が区別される。かつての解読では19子音だったが、後にhとjが区別された。子音/pʼ/はランダのアルファベットにのみ見える。/tʼ/については今のところtʼuとtʼoの音節文字しか見つかっていない。
マヤ文字がマヤ語の音声を過不足なく表しているわけではない。たとえばCVhC型の音節においてhは（少なくとも規則的には）表記されず、翻字するときにはたとえばkʼa[h]kʼ「火」のようにhを補ってやる必要がある。

## 資料
低地マヤでは豊富にある石灰岩を利用して大量の石碑が刻まれ、統治者の生涯や家系、都市の歴史などを記している。リンテル（まぐさ石）、階段、「祭壇」と呼ばれる遺物、骨などにもマヤ文字が刻まれる。また壁画に書かれたマヤ文字もある。土器などの器物にもその器物の種類や内容、持ち主などを記した短い文章が書かれる。これらの文章は古典期前期から急激に数が増える。絵文書はそのほとんどが失われたが、現在4種類の存在が知られており、基本的に後古典期に書かれたものである。絵文書は主に暦や天文学・宗教的な内容を記す。古典期後期になると表音性が増す。
1975年以来イアン・グレアムを中心として『マヤ神聖文字碑文集成』が出版されている。

## 解読史

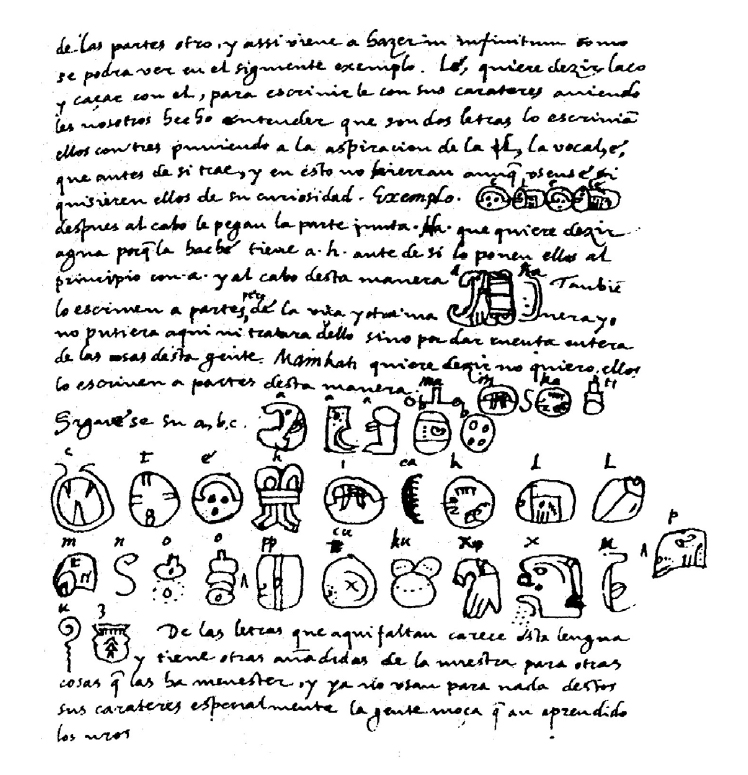
ランダのアルファベット

スペイン人がマヤ地域を植民地化した16世紀前半にはまだマヤ文字の知識は保たれており、何人かの宣教師はキリスト教の布教のためにマヤ文字を学ぼうとしたことが知られている。とくにディエゴ・デ・ランダはマヤ貴族のフアン・ナチ・ココムにマヤの文字について尋ね、『ユカタン事物記』の中に記した。これを「ランダのアルファベット」と称し、暦に関する解説と並んで後の解読の鍵となった。ランダの記述は制限はありつつもヒエログリフにおけるロゼッタ・ストーンに近い役割を果たした。
しかしその後は300年間にわたってマヤ文字の知識は失われた。『ユカタン事物記』についても忘却されたが、19世紀後半になってシャルル・エティエンヌ・ブラッスール・ド・ブールブールによって再発見された。しかしランダのアルファベットをそのままアルファベットと信じ、それを使ってマヤ文字を解読しようとしたためにひどい混乱に陥った。このためアルファベットとしての読みはその後は放棄されることになった。
マヤ文字の資料としてはアレクサンダー・フォン・フンボルトが1810年に『ドレスデン絵文書』から5ページぶんを含む書物を出版したのが最初の出版物である。コンスタンチン・サミュエル・ラフィネスクはこの文字が点と棒を使った数字を使用していることを最初に指摘した。
マヤ文字の本格的な解読が試みられるようになったのは19世紀後半になってからで、まずエルンスト・フェルステマンが『ユカタン事物記』の暦に関する記述を利用して『ドレスデン絵文書』の暦部分を解読した。
しかし暦以外の部分については解読が難航した。「ランダのアルファベット」をもとにマヤ文字を表音文字と考えた人々には19世紀のサイラス・トーマスがあったが、エドゥアルト・ゼーラーによって強く批判され、自説を取りさげた。また、ベンジャミン・ウォーフも1930年代に表音説を主張した。ウォーフは言語学者であったためにマヤ文字が音節文字であり、表される言語がVOS型の語順を反映しているなど、当時としては進んだ考えを述べたが、解読自身は失敗し、多くの批判にさらされた。
第二次世界大戦後、ハインリヒ・ベルリンによる紋章文字の発見（1958年）と、タチアナ・プロスクリアコフによるピエドラス・ネグラスの碑文の解読（1960年）によって石碑に刻まれたマヤ文字が歴史を記していることが明らかになった。とくにプロスクリアコフは碑文の解読にはいたらなかったものの、マヤ文字によって表されている言語の語順などの情報を相当程度に明らかにすることができた。
ソビエト連邦のユーリー・クノロゾフは、マヤ文字が世界のほかの古い文字体系と同様に表語文字とCV型の音節文字からなりたっていると仮説を立て、いわゆる「ランダのアルファベット」はアルファベット（音素文字）ではなく、音節文字を書きあらわしたものだと考えた。たとえばランダがBの音をたずねたとき、インフォーマントのフアン・ナチ・ココムはBという字のスペイン語での名称である「ベ(be)」にあたる音節文字を書いてみせたのであり、Mの音に対しても同様にMの字のスペイン語名である「エメ(eme)」をe-meの2文字で表したと解釈した。
ついでこの仮説によってマヤ絵文書の解読の試みを行った。『ドレスデン絵文書』の中でシチメンチョウの絵が描かれたところにランダのアルファベットでcuと読む字と未知の字が書かれており、マヤ語でシチメンチョウをcutzと呼ぶことから2番目の字はtzuで、2つめのuは読まないのだと考えた。クノロゾフはこの現象を共調和と呼んだ。ついでイヌの神の絵が描かれたところに先のtzuと（別の根拠で発見された）luが並んでおり、イヌはtzulということからうまく解読できていることが確認された。
クノロゾフの発見は1952年に論文として発表された。ソ連はクノロゾフの発見を大々的に発表したが、当時は冷戦中であり、西側のマヤ研究を主導していたアメリカのエリック・トンプソンはクノロゾフの説を認めず、批判を繰り返した。当時のアメリカの研究者はトンプソンの強い影響下にあったため、トンプソンの生前にクノロゾフの説に賛成したのは、マイケル・D・コウやデービッド・H・ケリーなど少数だった。
しかし1970年代にはいってフロイド・ラウンズベリーがパレンケのパカル王の名前が表音的にpa-ca-laと書かれていることを明らかにするなど、この方法が絵文書だけでなくマヤ碑文にも適用できることが明らかになり、クノロゾフ説が基本的に正しいことが明らかになってきた。ピーター・マシューズは耳飾りに「utup+人名」（……の耳飾り）と書かれていることを発見し、名札としてマヤ文字が書かれていることを明らかにした。ほかにも「ubac」（……の骨）「ulac」（……の皿）などの構文が多数発見された。
1980年代以降、猛烈な速度で解読が進んだ。マイケル・D・コウの1992年の著書によると、マヤ文字のテクストの85%は読めるが、一度しか使われないような古い表語文字については読むことができない。音節表にもまだ埋まっていない箇所がいくつか残されている。マヤ文字によって表される言語の音声や文法などについても問題はまだ多く残されているが、大筋はすでに解読できている。

## Unicode
Unicodeにマヤ文字は含まれていないが、追加多言語面にマヤ文字のブロックを設ける提案はなされている。